# Katherine Plouffe
Katherine Plouffe (Edmonton, 15 settembre 1992) è una cestista canadese, professionista nella WNBA.
Ha una gemella, Michelle, anch'ella cestista.

## Carriera
Con il Canada ha disputato i Giochi olimpici di Rio de Janeiro 2016, i Campionati mondiali del 2014 e due edizioni dei Campionati americani (2015, 2017).